# Eoin
Eoin (ältere Schreibung Eóin, Aussprache [o:nʲ], englisch oft [ˈoʊ.ən]) ist ein männlicher Vorname, der aus dem irischen und schottisch-gälischen Sprachraum stammt. Er ist die gälische Form des Namens Johannes bzw. des Namens John.

## Namensträger
- Eoin († 595), langobardischer Herzog von Trient, siehe Ewin
- Eoin Bourke (1939–2017), irischer Germanist und Übersetzer
- Eoin Colfer (* 1965), irischer Schriftsteller
- Eoin Collins (* 1968), irischer Tennisspieler
- Eoin Doyle (* 1988), irischer Fußballspieler
- Eoin Macken (* 1983), irischer Schauspieler und Model
- Eoin MacNeill (1867–1945), irischer Politiker und Historiker
- Eóin MacWhite (1923–1972), irischer Prähistoriker und Diplomat
- Eoin Moore (* 1968), deutscher Regisseur irischer Abstammung
- Eoin O’Duffy (1892–1944), irischer Politiker und Militär
- Eoin Reddan (* 1980), irischer Rugby-Union-Spieler
- Eoin Ryan junior (* 1953), irischer Politiker